# كينيث زوكر
كينيث زوكر (بالإنجليزية: Kenneth Zucker)‏ هو عالم نفس أمريكي، ولد في 1950.

## وصلات خارجية
- كينيث زوكر على موقع IMDb (الإنجليزية)